# Szociálpszichológia
A szociálpszichológia a pszichológia egyik ága, mely azt vizsgálja, hogy az egyes személyek viselkedését hogyan befolyásolja mások valódi, elképzelt vagy mögöttes jelenléte.
Az egyén és a társas környezet kölcsönhatásával foglalkozik. Vizsgálja és értelmezi, hogy a társadalom hogyan hat az egyénre. 1879-ben Wundt írta le elsőnek a lipcsei egyetemen.
A pszichológiának ez az ága Amerikában vált naggyá az 1920-as és 30-as években. Ennek oka az akkori gazdasági fejlődés, a nagy létszámú bevándorlás külföldről (főleg Európából). A bevándorlóknak súlyos beilleszkedési problémáik adódtak, ami mobilitási és integrációs problémát is okozott. Ezzel együtt jártak az előítéletek, az attitűdök, a sztereotípiák és a kategorizációk.

## Ismertebb kísérletek
Triplett 1898-ban publikált tanulmányát szokták az első szociálpszichológiai kutatásként idézni (Allport, 1954). Azt vette észre, hogy az egyéni teljesítmény gyengébb, ha egyedül biciklizik az ember, viszont csoportban biciklizve versenyszellemben jobban teljesítettek. Kísérlete alapjául gyerekeket kért meg, hogy tekerjenek fel horgászzsinórt egy orsóra. Az eredmény az volt, hogy a gyermekek mások jelenlétében gyorsabban feltekerték a zsinórt, ezzel a facilitációt vizsgálta.
- A Milgram-kísérlet azt tanulmányozta, meddig hajlandóak az emberek elmenni mielőtt fellázadnak az autoritás ellen, miközben mások szenvedése a tét. A kísérlet során a vizsgálati személyeknek az volt a feladatuk, hogy szópárokat tanítsanak meg a „tanulóknak”, akik valójában beépített személyek voltak. Helytelen válasz esetén áramütést kellett adniuk a tanulónak büntetésképp, ez egyszerűen a generátor egy gombjának megnyomásával történt. A készüléken harminc gomb volt, 15 volttól 450 voltig, és a tanárnak minden hibánál egyre erősebb áramütést kellett adnia. A beépített személy, vagyis a tanuló, a szomszéd szobában egyre intenzívebben reagált a fájdalomra: szisszenéssel, dörömböléssel, fájdalmas kiáltásokkal, végül elhallgatott. Bár a vizsgálati személyek láthatóan kellemetlenül érezték magukat és véget akartak vetni a kísérletnek, 68%-uk mégis elment a 450 voltos halálos áramütésig. Ennek legfőbb oka a hatalomnak való engedelmeskedés normája lehetett, amely szerint az embereknek engedelmeskedniük kell a legitim hatalommal rendelkező személyeknek. Ugyanis a vizsgálati személyek mögött ott ült a kísérletvezető, aki olyan mondatokat közölt, mint „A kísérlethez okvetlenül szükséges, hogy folytassa!” vagy „A felelősség az enyém. Kérem folytassa!”. Tehát a kísérletvezető vállalta a felelősséget, így a kísérleti személyek egy ún. eszközszerű állapotba kerültek, vagyis úgy látták magukat, mint akik csupán a hatalommal rendelkező személy végrehajtó eszközei.
- Az Asch-féle kísérletsorozat az 1950-es években demonstrálta a konformitás hatását. A kísérlet során a vizsgálati személyek nyolc beépített személlyel ültek egy teremben. Két kártyát helyeztek eléjük, az egyiken egy standard vonal volt, a másikon pedig három eltérő hosszúságú vonal. A feladat az volt, hogy hangosan kimondják azt, hogy a három vonal közül melyik azonos hosszúságú a standarddal (mindez egyszerűen és egyértelműen megállapítható volt). A csoporttagok egymás mellett ültek és sorban haladtak a válaszok kimondásában, a kísérleti személy az utolsó előtti helyen ült. Kezdetben konszenzus volt a helyes választ illetően, majd néhány kártyalap után, a beépített személyek, akik a kísérleti személy előtt ültek, ugyanazt a nyilvánvalóan rossz választ mondták. Mit tett a kísérleti személy? 75%-uk legalább egy alkalommal a beépített személyek rossz válaszát mondta, 50%-uk pedig hat vagy több alkalommal. Ennek oka a konformitás jelensége volt, vagyis az emberek gondolatainak, érzéseinek, viselkedésének igazodása a csoportnormához.
- A Stanfordi börtönkísérletben az intézményi háttér és a játszott szerepek hatására a fiatalokban pár nap alatt sikerült az engedelmesség, befolyásolhatóság és brutalitás olyan szintjét elérni, ami már veszélyessé tette a kísérletet. A kísérlet során Philip Zimbardo azt vizsgálta, hogy milyen hatással van az emberekre, ha random őr- vagy rabszerepekbe sorolják be őket, és azt próbálta bebizonyítani, hogy mindkét esetben a szituáció által meghatározott viselkedésformákat fognak felvenni a kísérleti személyek. A 70 jelentkező közül a 24 legegészségesebbnek és a pszichológiailag legstabilabbnak ítélt személyt választották ki, majd pénzfeldobásos módszerrel döntötték el ki melyik szerepbe kerül. A Stanford Egyetem alagsorában kialakított "makett-börtönben" kamerákat szereltek fel, hogy megfigyelhessék a résztvevőket. A két hétre tervezett kísérletet, hat nap után le kellett állítani, mivel veszélyessé vált. A rabok, az őrök megalázó bánásmódjának hatására, súlyos emocionális zavarok jeleit, illetve pszichoszomatikus tüneteket kezdtek mutatni és teljesen passzívvá váltak.

## A szociálpszichológia axiómái és alapelvei

### Axiómái

#### 1. Saját valóságkép létrehozása
Az az axióma, amely kimondja, hogy minden ember valóságról alkotott nézete egyedi konstrukció, melyet mind kognitív folyamatok – elménk működése –, mind társas folyamatok – jelenlévő vagy elképzelt más emberek hatásai – alakítanak.

#### 2. A társas befolyás mindent átható jellege
Az az axióma, amely kimondja, hogy más emberek gyakorlatilag minden gondolatunkra, érzésünkre és viselkedésünkre hatnak, akár jelen vannak, akár nem.

### Három motivációs elv
Az egyének és csoportok gondolatait, érzéseit és viselkedését három fontos cél irányítja.

#### 1. A törekvés az események kézben tartására
A minél jobb eredmény avagy jutalom érdekében megpróbáljuk megérteni és bejósolni a társas világ eseményeit, így világunkról pontos véleményeket és vélekedéseket tudunk kialakítani és fenntartani. Például: álláskeresés esetén célunk a pontos benyomás kialakítása a munkaadó igényeiről, elvárásairól, valamint saját képességeinkről, hogy meg tudjuk a munkaadót győzni rátermettségünkről.

#### 2. A kapcsolódás keresése
A kapcsolatkeresés azt jelenti, hogy az emberek kölcsönös támogatáson, szereteten és elfogadáson alapuló érzelmi viszonyulásokat szeretnének kialakítani és fenntartani más emberekkel. Ebből a motivációból ered a csoportelvárás ereje: a csoportelváráshoz való alkalmazkodás kielégíti a valahová tartozás és valakikhez kapcsolódás igényét, még akkor is, ha ezen elvárások a csoporton kívüliek számára kellemetlen következményekkel járnak. Ez a motiváció tartja össze családi, baráti, szerelmi kapcsolatainkat is.

#### 3. Az önmagunk és miénk felértékelése
A motivációs elv, amely arra a vágyra utal, hogy az emberek magukat és mindazokat a személyeket vagy csoportokat, akikkel kapcsolatban állnak, kedvező színben lássák. Ez a jelenség gyakran megmagyarázza, hogy különböző csoportok tagjai miért értelmezik ugyanazokat az eseményeket másképpen.

### A feldolgozás három elve
Három elv érvényesül a kognitív és társas folyamatok működése, a valóság megkonstruálása, mások befolyásolása és mások befolyásolásának fogadása közben.

#### 1. Konzervativizmus elve
A konzervativizmus elve azt mondja ki, hogy az egyének és a csoportok világról alkotott nézete lassan változik és hajlamos fenntartani önmagát. Például: állásra jelentkezőkről formált első benyomás, más csoportokról alkotott sztereotípiák esetében a kialakult nézeteink fenntartják magukat és nehéz őket megváltoztatni.

#### 2. A hozzáférhetőség elve
A hozzáférhetőség elve szerint általában a legkönnyebben hozzáférhető információ van a legnagyobb hatással gondolatainkra, érzéseinkre és viselkedésünkre. Ítéleteink és tetteink rendszerint a feltehetően releváns információnak csupán egy kis töredékén alapulnak, a társas helyzetek ugyanis temérdek mennyiségű információt szolgáltatnak - olyan mennyiségűt, hogy azt nem is tudnánk részletesen átgondolni. Így sok helyzetben az jut először eszünkbe, amire már azelőtt is gondoltunk (például: a rendíthetetlen szurkoló csapata sportszerűségébe vetett hite alapján ítéli meg egy kétes futball-baleset helyzetét) vagy a legkönnyebben észrevehető és értelmezhető információra alapozzuk ítéletünket (például: közömbös hallgató számára a beszédet követő lelkes taps vagy helytelenítő füttyögés elegendő alap egy kevéssé átgondolt ítélethez).

#### 3. Felületesség vagy alaposság
Az idő nagy részében az emberek automatikusan cselekszenek, kevés energiát fektetnek az információ kezelésébe, feldolgozásába, azonban időnként motiválva vannak arra, hogy az információt alaposabban megfontolják. Például: egy szavazás esetén az adott kérdésben érintett diákok az övéknek ellentmondó állásponttal szembesülve újra átgondolják saját véleményüket, ugyanis az elutasítás, illetve az egyet nem értés, veszélyezteti az események feletti uralom érzését, kötődéseinket, fontos céljainkat.

## Személyészlelés
A személyészlelés témaköre azzal foglalkozik, hogy az emberek miként alakítanak ki véleményt másokról, hogyan tartják meg és változtatják benyomásaikat embertársaikról. Egy pár perces megfigyelés után is képesek az emberek egészen pontos leírást adni idegenekről, ám van, hogy a felszínes feldolgozás nem elegendő és részletesebb benyomást kell kialakítanunk másokról.

### Az első benyomás kialakítása
Az első benyomás kialakításához szükséges elemeket elsődlegesen az emberek kinézete és tettei nyújtják. Ám ezek sokszor azért informatívak, mert úgy gondoljuk, hogy az illető személyiségéről, preferenciáiról és életstílusáról adnak visszajelzést és a saját hiedelmeink, elvárásaink szerint értelmezzük e jeleket. Az egyén a saját memóriájában tárolja mindazt a tudást, ami az emberek jellemvonásaira, másokhoz fűződő kapcsolataira vonatkozik, ezt nevezzük kognitív reprezentációnak. Kognitív reprezentációnk lehet például társadalmi csoportokról, helyzetekről és bizonyos emberekről is.

#### Fizikai megjelenés
A fizikai megjelenés kétségtelenül kihatással van a másokról kialakított benyomásunkra, mivel ez az első forrás, amely rávezethet arra, hogy milyen lehet a másik. A szemüveges intellektuális, a szőke társaságkedvelő, a vonzó megjelenésű ember pedig érdekesebb. Mindannyian találkoztunk már hasonló hiedelmekkel, annak ellenére, hogy a kutatási eredmények ezeket nem feltétlenül erősítik meg.

#### Nem verbális kommunikáció
A kinézet mellett a testbeszédből tudunk információt nyerni a másikra vonatkozóan: kedveljük azokat, akik testünkkel felénk irányulnak, magabiztos embernek ítéljük azt, akinek erős kézfogása van és becsületesnek, barátságosnak találjuk azokat, akik gyakran létesítenek velünk szemkontaktust. Ezek tükrözik továbbá az illető pillanatnyi hangulatát és ami még fontosabb, az egész világon univerzálisak. Egy szomorú arckifejezést, egy nevetést vagy egy mosolyt hasonlóan ítélünk meg a különböző kultúrákban.

#### Kiugró jelleg
A kiugró jelleg egy olyan jel, amely egy bizonyos kontextusban felkelti a figyelmet. Például ha egy kávézóban ülünk és hirtelen betoppan egy 2 méter magas ember, rögtön felkapjuk a fejünket és megjegyezzük az illetőt, viszont ha ugyanez egy kosármeccsen történik, ahol általában minden játékos magasabb az átlagnál, már korántsem tűnik szokatlannak. Így leszögezhetjuk, hogy egy jel csak egy adott kontextusban lehet furcsa, egy másik szituációban már teljesen természetesnek számít.

## Ismertebb kutatók
- Kurt Lewin (mezőelmélet, csoportdinamika)
- Leon Festinger (kognitív disszonancia elmélete)
- Serge Moscovici (kisebbségbefolyásolás)
- Henri Tajfel (a szociális identitás elmélete)
- Gordon Allport (előítélet-kutatás)
- Erich Fromm (humanista-marxista-analitikus szociálpszichológia)
- Muzafer Sherif (csoportdinamika)
- Stanley Milgram (engedelmesség, Milgram-kísérlet)
- Elliot Aronson (kognitív disszonancia, rábeszélőgép, előítélet-kutatás)
- Mérei Ferenc (Kiscsoport, szociometria)
- Garai László (a szociális identitás elmélete)
- Wilhelm Wundt ("Völkerpsychologie"- Néplélektan)
- Borisz Parigin (szociális kogníció)
- William McDougall ("Moralizáció": Szocializáció)
- Junius F. Brown (mezőelmélet)
- Theodor Adorno (előítélet-kutatás)
- Solomon Asch (konformitás kísérlet - Asch)
- Fritz Heider (attribúció-elmélet, Balancetheorie - egyensúlyelmélet)
- Carl I. Hovland (Persuasion-meggyőzés)
- Martin Irle
- Fritz Strack (szociális kogníció)
- Norbert Schwarz (szociális kogníció)
- Roy F. Baumeister
- Robert Zajonc (Mere-Exposure-Effekt, Konfluenzmodell)
- Albert Bandura (szociál-kognitív tanuláselmélet)
- Philip Zimbardo (Stanford-börtönkísérlet)
- Alfred Lorenzer
- Joseph Paul Forgas Affect Infusion Model (AIM)